# Orl Fane
 Orl Fane  è un personaggio del libro La Spada di Shannara, creato da Terry Brooks.

## Storia
Orl Fane è uno gnomo disertore, appartenente alla Tribù di Pelle. Compare nei pressi della foresta che circonda Paranor, dove viene catturato da Shea Ohmsford, Keltset e Panamon Creel. Lo gnomo afferma di conoscere il luogo dove si trova la Spada di Shannara e promette loro, in cambio della vita, di condurli al talismano, che si trova a Paranor. I viaggiatori acconsentono alla proposta dello gnomo e tengono con loro un sacco a cui Orl Fane tiene tanto, per poi riconsegnarglielo alla fine.
Lo gnomo, una notte, anche se legato, riesce a scappare e porta con sé solo una cosa delle tante cianfrusaglie contenute nel sacco. Il mattino dopo, i tre viaggiatori scoprono la fuga dello gnomo e capiscono che l'oggetto che ha portato con sé è la Spada di Shannara.
Orl fugge verso nord con la Spada e, quando arriva al confine, nelle distese nebbiose, impazzisce. I tre viaggiatori lo inseguono costantemente e lo incontrano di nuovo nel canyon della montagna della Lama di Coltello. Lì compare il Signore degli Inganni, che controlla lo gnomo per appropriarsi della Spada. Orl Fane, tuttavia, viene ucciso da Panamon.